# هيئة الأفلام
هيئة الأفلام هي هيئة حكومية سعودية تأسست في 4 فبراير 2020، ومقرها في العاصمة الرياض. تهدف الهيئة لتطوير قطاع الأفلام وبيئة الإنتاج في السعودية، إضافة إلى تحفيز وتمكين صناع الأفلام السعوديين.

## الخلفية والتاريخ
- في سبتمبر 2019 أعلن الأمير بدر بن عبد الله بن فرحان، وزير الثقافة السعودي، عن 27 مبادرةً ستتبناها وزارة الثقافة، وتشملت تأسيس مجمع الملك سلمان العالمي للغة العربية، وإنشاء صندوق "نمو" الثقافي، وإطلاق برنامج الابتعاث الثقافي، وتطوير المكتبات العامة، وإقامة مهرجان البحر الأحمر السينمائي الدولي، وغيرها، وتنتمي هذه المبادرات إلى 16 قطاعاً ثقافياً تخدمها الوزارة وهي: اللغة، والتراث، والكتب والنشر، والموسيقى، والأفلام والعروض المرئية، والفنون الأدائية، والشعر، والمكتبات، والمتاحف، والتراث الطبيعي، والمواقع الثقافية والأثرية، والطعام وفنون الطهي، والأزياء، والمهرجانات والفعاليات، والعمارة والتصميم الداخلي والمدينة الإعلامية السعودية.[3]
- في 4 فبراير 2020، قرر مجلس الوزراء السعودي إنشاء 11 هيئةً تابعةً للوزارة هي: هيئة الأدب والنشر والترجمة، وهيئة المتاحف، وهيئة التراث، وهيئة الأفلام، وهيئة المكتبات، وهيئة فنون العمارة والتصميم، وهيئة الموسيقى، وهيئة المسرح والفنون الأدائية، وهيئة الفنون البصرية، وهيئة فنون الطهي، وهيئة الأزياء)، وتفويض وزير الثقافة، رئيس مجالس إدارات الهيئات، بممارسة اختصاصات تلك المجالس، وذلك إلى حين تشكيل مجلس إدارة كل هيئة.[4][5]
- في يونيو 2025م أعلنت هيئة الأفلام انضمامها إلى الرابطة الدولية للمحفوظات السمعية والبصرية (IASA).[6]

## مجلس الإدارة
- تمتد عضوية مجلس الإدارة لثلاث سنوات قابلة للتجديد، على أن يعقد اجتماعاته أربع مرات في العام أو كلما دعت الحاجة. ويعمل المجلس وفق صلاحياته على إصدار القرارات اللازمة لتحقيق أهداف الهيئة، كما يشرف على تنفيذ استراتيجياتها، ويقر السياسات المتعلقة بنشاطها، واللوائح والأنظمة والإجراءات الداخلية والفنية وجميع الخطط والبرامج التي تسير أعمالها.
- في 26 يوليو 2020م، أعلنت وزارة الثقافة عن تشكيل مجلس إدارة هيئة الأفلام برئاسة صاحب السمو الأمير بدر بن عبد الله بن فرحان وزير الثقافة، ومعالي نائب وزير الثقافة الأستاذ حامد بن محمد فايز عضواً ونائباً لرئيس المجلس، وعضوية كل من هيفاء بنت عبد الرحمن المنصور، ومحي الدين بن صالح كامل، وأماندا نيفيل، ومحمد بن يوسف الخريجي، وعامر بن جاسم الحمود.[7]
- في 7 مارس 2024م، أعيد تشكيل مجلس إدارة الهيئة وضم هيفاء بنت عبدالرحمن المنصور، ومحمد بن يوسف الخريجي، وأماندا نيفيل، وتوماس مكغراث، وجيرالد رينز.[8]

## الاستراتيجية الشاملة
في 28 نوفمبر 2021، أطلقت هيئة الأفلام استراتيجيتها التي استندت في بنائها على مقارنة معيارية مع أهم 20 دولة في صناعة السينما، لاستخلاص أفضل الممارسات المُتبعة من أجل صياغة إستراتيجية شاملة لقطاع الأفلام السعودي تأخذ في الاعتبار متطلبات المرحلة واحتياجات صنّاع الأفلام السعوديين باختلاف تخصصاتهم، وخلصت المقارنة المعيارية إلى تحليل الوضع الراهن، والوصول إلى تعريفٍ للقطاع، ومهام واختصاصات الهيئة، إضافة للمبادرات والبرامج والمشاريع، والأهداف الرئيسية. وحَددت إستراتيجية الهيئة رؤيةً تتمثلُ في «ترسيخ مكانة المملكة كمركز عالمي لصناعة الأفلام في قلب الشرق الأوسط»، فيما نصت رسالتها على «بناء وتنمية قطاع أفلام سعودي إبداعي وتعزيز قدراته على مستوى الأسواق المحلية والدولية».
صُممت إستراتيجية الهيئة من أجل تحقيق ثلاثة من أهداف الاستراتيجية الوطنية للثقافة لعام 2030، وهي:
1. المساهمة المباشرة للهيئة في الناتج المحلي الإجمالي.
2. زيادة عدد فرص العمل في قطاع الأفلام.
3. زيادة عدد الأفلام الطويلة المنتجة محلياً.

وحددت الاستراتيجية سبعة مؤشرات لقياس أداء الاستراتيجية ومستوى إنجازها، تتمثل في: عدد الأفلام المنتجة محليًا، ونسبة المحتوى المحلي على منصات العرض، وعدد شاشات السينما، ومساحة مناطق التصوير داخل استوديوهات الإنتاج في المملكة، وعدد الطلاب المسجلين في تخصصات الأفلام في المملكة، والنسبة المئوية لمعدل الرضا العام عن سهولة ممارسة الأعمال، وإيرادات العرض للأفلام السعودية (طويلة وقصيرة) والمسلسلات السعودية محليًا وعالميًا عبر قنوات العرض التقليدية والرقمية، حيث ستعطي هذه المؤشرات قياساً دقيقاً لمدى تقدم عملية تنفيذ الاستراتيجية.

### ركائز الاستراتيجية وأهدافها
ترتكز الاستراتيجية على 6 ركائز هي: تطوير المواهب، والبنية التحتية، والإنتاج المحلي في المملكة، والإنتاج الدولي في المملكة، والإطار التنظيمي، وتوزيع الأفلام وعرضها، لتخرج الاستراتيجية بستة أهدافٍ استراتيجية مقترنة بالركائز، وهي: ضمان وصول قطاع الأفلام في المملكة إلى المواهب المؤهلة بتكلفة تنافسية، وضمان حصول قطاع الأفلام السعودي على المرافق والخدمات المناسبة وبتكلفة تنافسية، وتحفيز الإنتاج المحلي للأفلام في المملكة، إلى جانب جذب الإنتاج العالمي للأفلام للمملكة، وخلق بيئة تنظيمية مناسبة تعزّز تنمية قطاع الأفلام، وتحفيز الطلب على الأفلام السعودية في الأسواق المحلية والعالمية المُختارة.

### مبادرات الاستراتيجية
وفق استراتيجيتها، ستعمل هيئة الأفلام على 19 مبادرة استراتيجية تهدف في مجموعها إلى خلق حراك كبير في قطاع الأفلام بالمملكة، وتوفير بنية تحتية للإنتاج السينمائي، وتمكين المواهب والقدرات السعودية. وهذه المبادرات هي:
1. التعليم والتدريب
2. برنامج التوعية المهنية
3. استقطاب المواهب وتنميتها
4. مجمّع الأفلام
5. شبكة استوديوهات الإنتاج الإقليمي
6. معارض لقطاع صناعة الأفلام
7. برنامج تحفيز صناعة الأفلام
8. برنامج حوافز الأفلام السعودية (المنح، والاسترداد، وغيرها)
9. العضويات والشراكات
10. برنامج تطوير الأعمال
11. برنامج تعزيز الإنتاج المشترك
12. دعم أنظمة الإنتاج
13. دعم أنظمة العرض
14. تقنين إجراءات الترخيص وشهادات عدم الممانعة
15. تنفيذ المبادئ التوجيهية لقطاع الأفلام الدولي
16. المعارض وشراكات التوزيع والدعم[13][14]
17. الأرشيف الوطني للأفلام
18. فعاليات السينما السعودية المحلية والعالمية.[15][16][17]
19. منصة إلكترونية لخدمات المعلومات والتسهيلات

ترجمت استراتيجية الهيئة مبادراتها إلى 46 مشروعاً من المقرر أن تنفذها على مراحل زمنية محددة.

## برنامج صناع الأفلام
في ديسمبر 2020، أعلنت هيئة الأفلام عن برنامج "صنَّاع الأفلام"، وهو برنامج متخصص لصناعة الأفلام من قبل المتخصصين والهواة، من خلال أهداف محددة، هي:
- تمكين المواهب الوطنية وتدريبها بأفضل الأدوات.
- رفع جودة المحتوى المحلي في قطاع صناعة الأفلام.
- تعزيز شغف الجمهور العام وتنميته، بمجال صناعة الأفلام.

ولقد مر البرنامج بمراحل عديدة، هي:

### المرحلة الأولى
```
انطلقت المرحلة الأولى في عام 2021، حيث تضمنت مساراتٍ عديدة، عن طريق 3 مؤسسات تعليمية، هي:
[
19
]
```

- المعهد البريطاني لصناعة الأفلام BFI.
- مدرسة الفنون السينمائية في جامعة جنوب كاليفورنيا في لوس أنجلِس USC.
- معهد مهارات الإعلام الإبدا CMS في استوديوهات بن وود في بريطانيا.

### المرحلة الثانية
في يونيو2021، أعلنت هيئة الأفلام انطلاق المرحلة الثانية من برنامج "صنّاع الأفلام"، بالتعاون مع الجامعات والمؤسسات العالمية. حيث تشهد المرحلة الثانية من البرنامج، إقامة عدد من الدورات التدريبية.

### المرحلة الثالثة
في يناير 2022، أطلقت هيئة الأفلام المرحلة الثالثة من برنامج "صُنّاع الأفلام"، بالتعاون مع مدربين أكْفَاء وخبراء من حول العالم. حيث تشتمل على 20 ورشة عمل ودورة تدريبية متنوعة، إلى جانب 6 برامج ماستر كلاس.

### المرحلة الرابعة
في يناير 2024، أطلقت هيئة الأفلام في السعودية المرحلة الرابعة من برامج "صُناع الأفلام" لتعزيز المواهب السعودية في صناعة الأفلام، حيث تستهدف تدريب 4 آلاف من المهتمين بصناعة الأفلام من المبتدئين والمحترفين، وتنفيذ 150 ورشة عمل تدريبية، في 13 منطقة من مناطق السعودية.

## المبادرات والفعاليات
| المبادرة               | التاريخ      | هدف المبادرة | مصدر   |
| ---------------------- | ------------ | --- | ------ |
| فيلماثون               | أغسطس 2023   | أطلقت المبادرة تحت شعار "الابتكار في صناعة الأفلام"، وتسعى إلى تطوير منتجات تقنية أوليّة مبتكرة تسهم في تطوير صناعة الأفلام. | [ 23 ] |
| منتدى الأفلام          | سبتمبر 2023  | أعلنت أكاديمية MBC عن إقامة منتدى الأفلام السعودي الأول، حيث ذكرت بأن هيئة الأفلام سوف تطلقه في 1 أكتوبر 2023، ويستمر الى 5 أكتوبر 2023، في صالة معارض "بوليفارد رياض سيتي".                                                                                 | [ 24 ] |
| سينماء                 | أبريل 2025   | أطلقت هيئة الأفلام ممثَّلةً بالأرشيف الوطني للأفلام، مبادرة «سينماء»، بهدف تعزيز المحتوى المعرفي السينمائي بمسارات متعددة تشمل: المحتوى المقروء، والمسموع، والمرئي، وذلك ضمن رؤية تفتح الباب للمساهمة في إثراء الوعي السينمائي، وتحفيز الحركة النقدية والبحثية. | [ 25 ] |
| إستديوهات جاكس للأفلام | 17 مايو 2025 | أعلنت هيئة الأفلام السعودية إنشاء "استوديوهات جاكس للأفلام" في العاصمة الرياض، وذلك بهدف تطوير بنية تحتية سينمائية رائدة تعزز مكانتها مركزًا عالميًا لصناعة الأفلام والإنتاج الإعلامي.                                                                         | [ 26 ] |

## ملتقى النقد السينمائي الثالث
نظمت هيئة الأفلام الجولة الثالثة من ملتقى النقد السينمائي في نسخته الأولى في منطقة عسير بالتعاون مع هيئة تطوير منطقة عسير من 26 إلى 27 يوليو 2023، وأقيمت الجولة تحت شعار "المشهدية والفضاء الطبيعي في الأفلام" ضمن خمس جولات يجوب فيها الملتقى عدداً من مدن المملكة، وقال الرئيس التنفيذي لهيئة الأفلام عبد الله آل عيّاف أن الملتقى يسعى بعد جولتين في جدة والظهران إلى "مناقشة تأثير الفضاءات الطبيعية في تحديد اتجاه السرد السينمائي وجذب المُشاهد".

## المهرجان السينمائي الخليجي
نظمت هيئة الأفلام في مدينة الرياض الدورة الرابعة للمهرجان السينمائي الخليجي في الفترة من 14 أبريل حتى 18 أبريل 2024، وتنافس في الدورة 29 فيلماً خليجياً متنوعاً ما بين روائي طويل، وروائي قصير، ووثائقي طويل، ووثائقي قصير، فضلًا عن 6 ندوات ثقافية للبحث عن كيفية تجسيد القيم والثقافة الخليجية في السينما إضافة إلى عقد 3 ورش تدريبية، ويسعى المهرجان إلى تعزيز الثقافة الخليجية وبناء الشراكات الفنية ودعم القطاع السينمائي الخليجي، وإثراء التجارب السينمائية.

## وصلات خارجية
- الموقع الرسمي